# Philisca huapi
Philisca huapi là một loài nhện trong họ Anyphaenidae.
Loài này thuộc chi Philisca. Philisca huapi được M. J. Ramírez miêu tả năm 2003.